# Panic Zone
Panic Zone är hiphopgruppen N.W.A:s debutsingel, släppt 13 augusti 1987. Låten är den andra singeln från albumet N.W.A. and the Posse, släppt av Ruthless Records och Macola Records. 
Singeln finns även med på samlingsalbumet The Best of N.W.A: The Strength of Street Knowledge.

## Låtlista
| Nr | Titel                        | Längd |
| -- | ---------------------------- | ----- |
| 1. | "Panic Zone"                 | 4:30  |
| 2. | "Dope Man" (Radio Edit)      | 4:42  |
| 3. | "8 Ball" (Radio Edit)        | 4:20  |
| 4. | "Dope Man" (feat. Krazy Dee) | 6:00  |
| 5. | "8 Ball"                     | 4:00  |